# James Anthony Walker
James Anthony Walker (* 10. Juli 1950 in Evanston/Illinois) ist ein US-amerikanischer Komponist.
Walker studierte Komposition an der Boston University bei Joyce Mekeel und an der University of Chicago bei Ralph Shapey. Hier wurde er Leiter des Studios für elektronische Musik. Er wirkte dann als Marketingleiter der Gibson Guitar Corporation, bevor er sich ab den 1980er Jahren ganz der Komposition widmete.
Stilistisch wird Walker dem New Age zugeordnet, er selbst sieht sich von Frank Zappa und Luciano Berio beeinflusst. Alle zuvor entstandenen Werke zog er 1985 „aus künstlerischen und persönlichen Gründen“ zurück. Bekannt wurde er mit Bearbeitungen von Weihnachts-Standards wie Jingle Bells, Oh Christmas Tree, Oh Come All Ye Faithful und Silent Night. Er veröffentlichte die CDs Music for a Candlelight Christmas (2003) und Where the Earth, Sky & Water Meet
(2007).